# Tiras de Letra
A série Tiras de Letra é uma coleção de trabalhos de banda desenhada realizados por cartunistas brasileiros, editada de forma cooperativa pela Editora Virgo, cujo proprietário era o cartunista Mário Mastrotti, também participante das coletâneas.

## Tiras de Letra (2003)
Autores: Gilmar Barbosa, Luigi Rocco, Mastrotti, Emerson, Moretti, Bira, Antônio Éder, Gandolpho, Márcio Baraldi, Péricles Martins, Senna, Gerloff, Stocker, Horton Novak, Guilherme Jotapê, Rafael Dourado, Ruy Jobim Neto, Rogério Marcus, Faoza, Guilherme Eugênio, Salvador, Tako X, Verde, Olante, Airon, Jorge Barreto e Luciano Giovani.

## Tiras de Letra Outra Vez (2004)
Autores: Luciano Giovani, Felix, Kaverna, Jodil e Lelo, Gilmar, Mastrotti, Franco de Rosa, Antonio Cedraz, Daniel Alves, Mago, André Luiz, Ed Sarro, Sérgio Martins, Horton Novak, Edgard Guimarães, Rafael Dourado, Péricles Martins, Daniel Trezub, Valmir Frias, Érico San Juan, Vasqs, Alex, Agê, Benett, Jaral, Cerito e Chantal.

## Tiras de Letra Pra Valer (2005)
Autores: Kaverna, Nériton, Chantal, Kampos, Alex, Claudio Jorge, Mitchell, Cesão, Daniel Alves, Ed Sarro, Emerson Ferrandini, Gilmar, Jodil e Lelo, Luciano Hernandes, Magô Pool, Marcelo Badari, Masp, Mastrotti, Mauricio Rett, Rafael Dourado, Daniel Trezub, Felipe Koller, Jé, Paulo Gerloff e Lorde Lobo.

## Tiras de Letra Todo Dia (2006)
Autores: Brum, Chantal, Cinde Costa, Claudio Mor, Daniel Alves, Fábio Ciccone, Gilmar, Gisele Henriques, Jorge Barreto, Kampos, Leonardo Pascoal, Lucas Lima, Luciano Giovani, Luigi Rocco, Machado, Mago Pool, Marcio Baraldi, Maurício Rett, Mauro Oliveira, Orlandeli, Rafael Dourado, Samuel Bono & Gerson Witte, Saravalle, Senna, Tietê.

## Tiras de Letra Na Casa da Vizinha (2007)
Autores: Adriano Bonfim, Airon, Antonio Eder, Bira Dantas, Brum, Chantal, Cinde Costa, Eder Santos, Flávio Luciano, Gilmar, Gisele Henriques, Jal, Jean Pires, Jorge Barreto, Kampos, Leandro Luccas, Luigi Rocco, Marcio Baraldi, Maurício Rett, Rafael Dourado, Raquel Gompy, Sampaio, Ulisses Saravalle, Verde. 

## Tiras de Letra Até Debaixo D´Água (2008)
Autores: João Belo Jr, Henrique Magalhães, Cloudis, Edgard Guimarães, Lipik, Rodrigo Zoom, Rose Araújo, André Marangoni, Anita Costa Prado, Edson Lovatto Jr, Ricardo Chacur, Denílson Fontanetti, Jean Pires, Jodil, Julinho Sertão, Maiolo, Marcos Venceslau, Mastrotti, Mauro oliveira, Gilmar, Rafael Dourado e Renato Machado, Antonio Eder, Jefferson Silveira e Rafa Camargo.

## Tiras de Letra Na Batalha (2009)
Autores: Alex Sander, Antonio Cedraz, Brum, Clayton Rabelo, Cloudis, Eliman, Gabes Arrais, Gilmar, Gisele Henriques, João Belo Junior, Júlio Céar Figueira, Julinho Sertão, Kampos, Lipão, Malabim, Marcio Baraldi, Marcos Venceslau, Pkrause, Rafael Dourado, Ricardo Chacur, Rodrigodraw, Rose Araújo, Sampaio, Saravalle, Tietê, Wesley Samp. 

## Tiras de Letra Agora ou Nunca (2010)
Autores: Alex Sander, Bira Dantas, Carriero e Borghi, Clayton Rabelo, Ed sarro, Gabes Arrais, Gil de Godoy, Gilmar, Gilson Alvarenga, Gisele Henriques, Grilo, João Belo Jr., Julinho Sertão, Júlio César Figueira, Luigi Rocco, Marcos Venceslau, Pedro Krause, Pires, Rafael Dourado, Rice Araujo, Rosa Durval, Sampaio, Saravalle, Thales Gaspari, Thiago Spyked, Xavier.